# Parornix peregrinaella
Parornix peregrinaella là một loài bướm đêm thuộc họ Gracillariidae. Nó được tìm thấy ở Canada (Nova Scotia và Québec) và Hoa Kỳ (New Jersey và Vermont).
Ấu trùng ăn Comptonia asplenifolia và Comptonia peregrinaentosa. Chúng ăn lá nơi chúng làm tổ.